# УОЛ-И
„УОЛ-И“ (на английски: WALL-E) е американски компютърно анимиран филм от 2008 г. Базиран е от създателите на „Търсенето на Немо“ и „Колите“. Режисиран е от Андрю Стантън. Продуциран е от Джим Морис. Във филма участват Бен Бърт, Елиза Найт, Джеф Гарлин, Фред Уилард, Джон Раценбъргър и други.

## Синхронен дублаж

### Озвучаващи артисти
| Роля                                        | Английски език | Български език                                                                        |
| ------------------------------------------- | --- | ------------------------------------------------------------------------------------- |
| УОЛ-И/М-О                                   | Бен Бърт | Кирил Бояджиев                                                                        |
| ИВА                                         | Елиза Найт | Александра Грънчарова                                                                 |
| Капитан Макрий                              | Джеф Гарлин | Петър Върбанов                                                                        |
| Шелби Фортрайт, президент на „Бан Ен Лардж“ | Фред Уилард | Стефан Стефанов                                                                       |
| Автопилот (АВТО)                            | MacInTalk | Георги Георгиев-Гого                                                                  |
| Джон                                        | Джон Раценбъргър | Емил Емилов                                                                           |
| Мери                                        | Кати Нанджими | Нели Монеджикова                                                                      |
| Корабен компютър                            | Сигърни Уийвър | Светлана Смолева                                                                      |
| Други гласове                               | Теди Нютън Боб Бъргън Джон Сигън Пийт Доктър Пол Ейдинг Доналд Фълоув Тереза Ганзел Джес Харнел Шери Лин Лори Алан Джеф Пидгеон Джан Рабсон Лори Ричардсън Андрю Стантън Джим Уорд Трес Макнийл | Даринка Митова Димитър Кръстев Илия Иванов Кристиян Фоков Любомир Фърков Христо Бонин |

### Екип
| Обработка                      | Дублажно студио: Доли Медия Студио (2008) Мишунг: Shepperton International Продуцент: Disney Character Voices International |
| ------------------------------ | --- |
| Режисьор на дублажа            | Даниела Горанова |
| Преводач Творчески ръководител | Венета Янкова |